# La siesta (Martí Alsina)
La siesta (en catalán: La migdiada) es una pintura al óleo realizada por Ramón Martí Alsina en 1884 y que actualmente se expone en el Museo Nacional de Arte de Cataluña de Barcelona.
Esta pintura es un ejemplo de su realismo militante, influenciado por Gustave Courbet. Es una de las obras principales de Martí Alsina y uno de los paradigmas de la pintura realista catalana, que muestra la asimilación plena de esta nueva cultura figurativa que bebe en las fuentes de la pintura francesa contemporánea.